# Estación de Mogente
Mogente es una estación de ferrocarril situada en el municipio español de Mogente en la provincia de Valencia, Comunidad Valenciana. Forma parte de la línea C-2 de cercanías Valencia operada por Renfe siendo su terminal sur. 

## Situación ferroviaria
Se encuentra en el punto kilométrico 24,3 de la línea férrea de ancho ibérico que une Madrid con Valencia a 342,42 metros de altitud. El kilometraje de esta línea se reinicia en La Encina, que se toma como kilómetro cero desde ella hasta Valencia.

## Historia
La estación fue inaugurada el 19 de noviembre de 1858 con la apertura del tramo Alcudia de Crespins-Mogente de la línea que pretendía unir Almansa con Valencia. Las obras corrieron a cargo de la Compañía del Ferrocarril de El Grao de Valencia a Almansa, una empresa que bajo la denominación de «Compañía del Ferrocarril de Játiva a El Grao de Valencia» había logrado previamente conectar Valencia con Játiva. En 1861 sufrió otro cambio de denominación y pasó a llamarse «Sociedad de los Ferrocarriles de Almansa a Játiva y a El Grao de Valencia». No sería este el último, ya que poco después, en 1862, adoptó el que ya sería su nombre definitivo, el de la Sociedad de los Ferrocarriles de Almansa a Valencia y Tarragona (AVT), tras lograr la concesión de la línea que iba de Valencia a Tarragona. En 1889, la muerte de José Campo Pérez principal impulsor de la compañía abocó la misma a una fusión con Norte que pasó a gestionar la estación hasta la nacionalización del ferrocarril en España y la creación de RENFE en 1941. 
Desde el 31 de diciembre de 2004 Renfe Operadora explota la línea mientras que Adif es la titular de las instalaciones ferroviarias.

## La estación
Se encuentra situada entre la avenida de las Hijas de la Caridad y la calle de la Escalinata. No conserva su diseño original ya que ha sido sustituida por un recinto moderno y funcional que se compone de tres andenes, dos laterales y uno central y seis vías. De ellas, dos no tienen acceso a andén. En el exterior existe un aparcamiento habilitado.

## Servicios ferroviarios

### Cercanías
El grueso del tráfico ferroviario de la estación procede de los trenes de cercanías de la línea C-2.
| procedencia/destino | < estación | Línea |
| ------------------- | ---------- | ----- |
| Valencia-Norte      | Vallada    |       |

### Media Distancia
Los trenes de Media Distancia que unen Valencia con Albacete en ambos sentidos hacen parada en la estación.
También existe una relación de trenes Media Distancia entre Valencia, Alicante, Murcia y Cartagena y viceversa parando un tren por la mañana y otro por la tarde uno en cada sentido.
| Línea MD | Trenes          | Origen                               | Destino                                             |
| -------- | --------------- | ------------------------------------ | --------------------------------------------------- |
|          | Regional-Exprés | Valencia-Norte                       | Albacete-Los Llanos Alcázar de San Juan Ciudad Real |
| 47       | MD              | Cartagena Murcia del Carmen Alicante | Valencia-Norte                                      |
|          | MD              | Valencia-Norte                       | Albacete-Los Llanos                                 |